# Uroplatus sameiti
Espèce
Synonymes
- Uroplatus sikorae sameiti Böhme & Ibisch, 1990

Statut de conservation UICN

 LC  : Préoccupation mineure
Statut CITES
Uroplatus sameiti est une espèce de geckos de la famille des Gekkonidae.

## Répartition
Cette espèce est endémique du Sud et de l'Est de Madagascar.

## Description

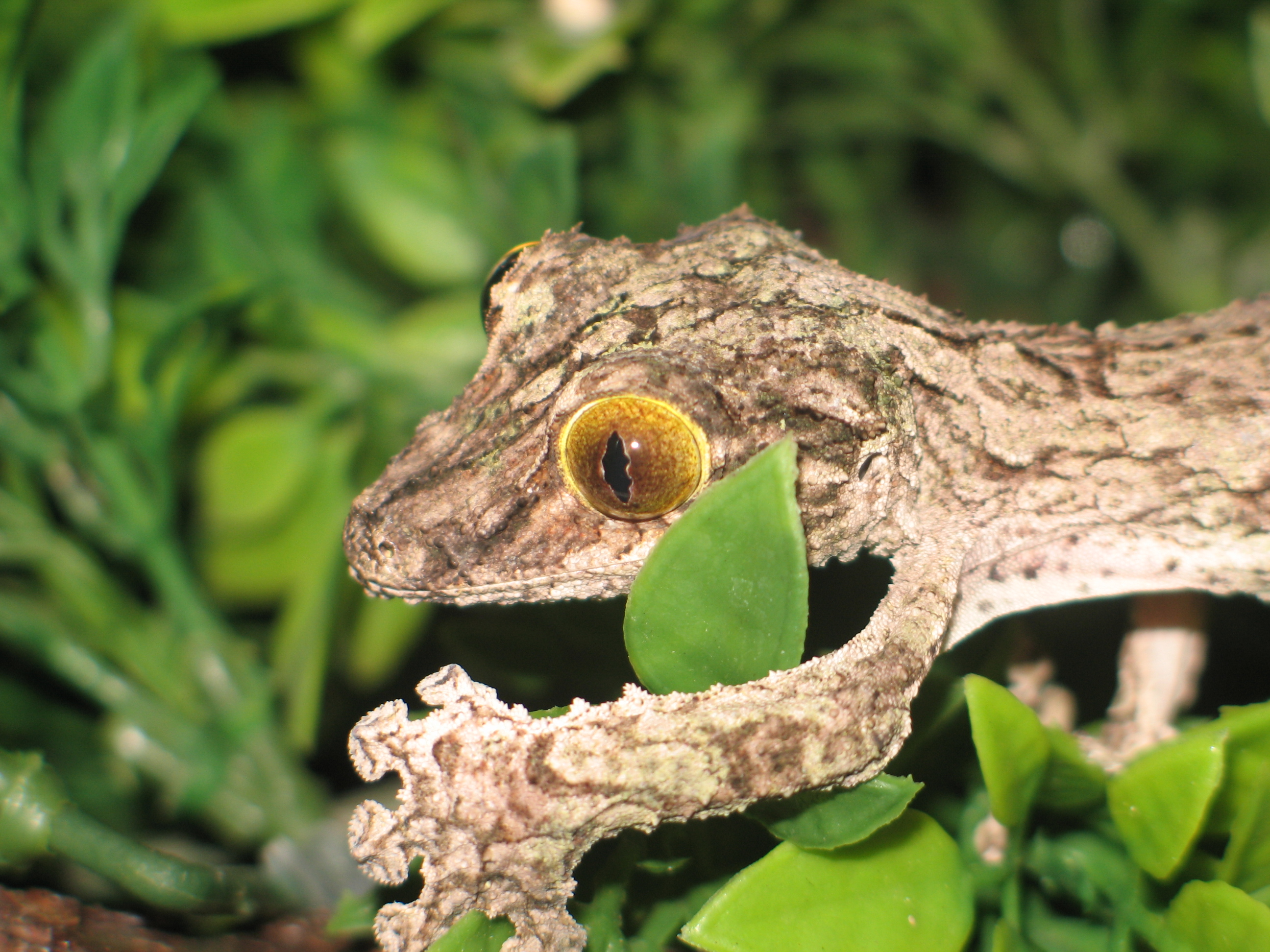
Uroplatus sameiti

Cette espèce est très semblable à Uroplatus sikorae, il s'en différencie par l'absence de taches noires sur la muqueuse buccale.
C'est un gecko strictement arboricole et nocturne, qui chasse les arthropodes et parfois de petits mollusques sur les arbres ou au sol, en se laissant tomber sur eux des branches basses. Il a une couleur allant du brun clair au noir en passant par le gris, et des motifs très variables selon les individus, rappelant en général le lichen. Le bord du corps présente des barbules qui masquent ses contours quand il se repose collé contre un arbre. Il a une queue assez longue, en spatule, et il peut atteindre une quinzaine de centimètres (queue comprises).

## Taxinomie
Cette espèce a longtemps été considérée comme une sous-espèce de Uroplatus sikorae, elle a été élevée au rang d'espèce. Elle s'en distingue principalement par l'absence de coloration noire sur les muqueuses buccales.

## Publication originale
- Böhme & Ibisch, 1990 : Studien an Uroplatus. l. Der Uroplatus fimbriatus-Komplex. Salamandra, vol. 26, n. 4, p. 246-259.